# Mildred Wiley
Mildred Wiley   (Taunton, 3 de desembre de 1901 - Falmouth, 7 de febrer de 2000) va ser una atleta estatunidenca, especialista en el salt d'alçada, que va competir durant la dècada de 1920.
El 1928 va prendre part en els Jocs Olímpics d'Amsterdam, on va guanyar la medalla de bronze en la prova del salt d'alçada del programa d'atletisme.

## Millors marques
- Salt d'alçada. 1m 57cm (1925)[1][2]